# Siphonella australica
Siphonella australica är en tvåvingeart som beskrevs av Curtis W. Sabrosky 1989. Siphonella australica ingår i släktet Siphonella och familjen fritflugor. Inga underarter finns listade i Catalogue of Life.